# Estacada
Estacada (Aussprache: ɛ s t ə k eɪ d ə) ist eine Stadt im Clackamas County, Oregon, USA.
Sie liegt etwa 48 km südöstlich von Portland. Laut Volkszählung von 2020 betrug die Einwohnerzahl 4.356. Es ist die 89. größte Stadt in Oregon und die 5602. größte Stadt in den Vereinigten Staaten.

## Geschichte

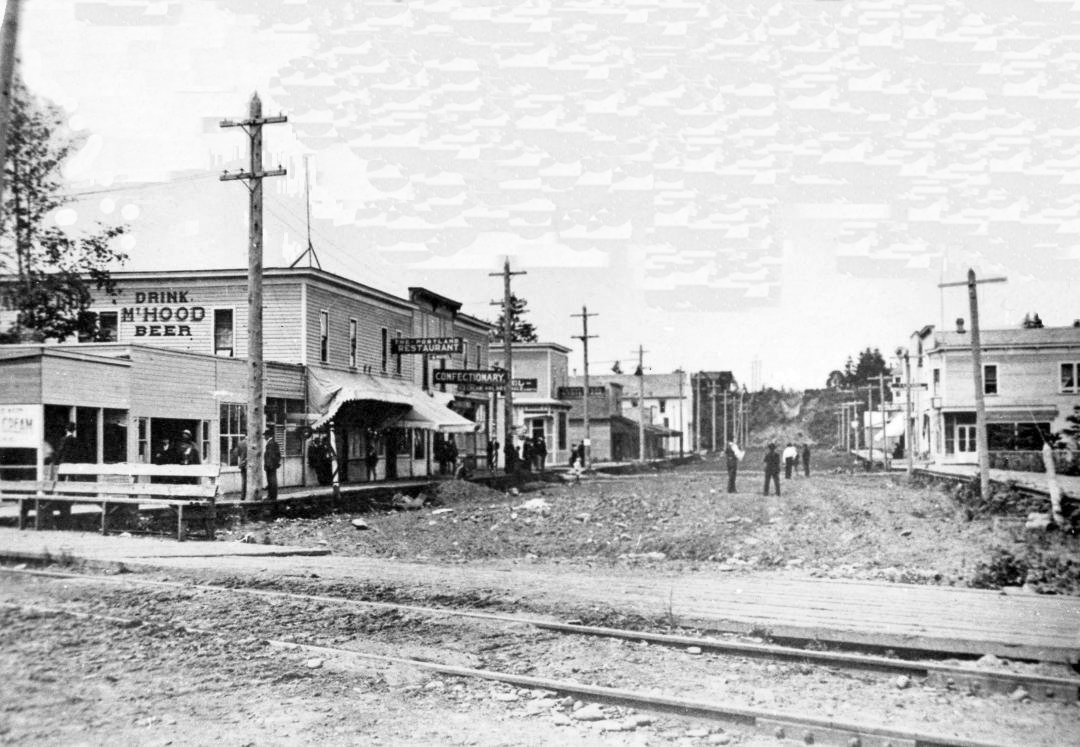
Die Eisenbahn 1915

Das Postamt Estacada wurde am 24. Februar 1904 eröffnet und die Stadt wurde im Mai 1905 eingemeindet. Die Gemeinde entstand als Lager für Arbeiter, die am nahe gelegenen Clackamas River ein Wasserkraftwerk bauten, das Portland mit Strom versorgen sollte.  Zu dieser Zeit war der Fluss relativ unzugänglich, was die Oregon Power Railway Company zwang, eine Eisenbahnlinie in die Nähe des Flusses zu bauen, um die Arbeiter von Portland dorthin zu transportieren. Während der Woche beförderte die Bahn Fracht und Arbeiter von und nach Portland. Nach der Entwicklung der Dämme wurde die Stadt zu einem Zentrum für die Holzindustrie. Im frühen 20. Jahrhundert verband eine Oberleitungslinie die Stadt mit der Innenstadt von Portland. Die Bahnlinie wurde entfernt und es gibt keine Bahnverbindung mehr von Estacada.

## Name
Die Herkunft des Stadtnamens ist umstritten. Eine Erklärung ist, dass der Name der Stadt eine Verfälschung der Namen der Töchter eines Bürgerführers, Esther und Katie, ist. Jedoch gibt es keine Beweise für ihre Existenz.
Eine andere Theorie besagt, dass es ein spanisches Wort ist und „abgesteckt“ oder „mit Pflöcken markiert“ bedeutet. Es wurde zuerst von George Kelly als Name für die Stadt bei einem Treffen der Direktoren der Oregon Water Power Townsite Company am 27. Dezember 1903 vorgeschlagen. Kelly hatte den Namen zufällig aus einer US-Karte ausgewählt, die Llano Estacado in Texas zeigt.  
Eine andere Theorie vermutet, dass der Name sich vom französischen Wort "estacade" ableitet, was "Blockboom" bedeutet. Angesichts des vielen Holz in der Gegend und der Verwendung von Baumstämmen an den mehreren Dämmen in der Nähe der Stadt ist es möglich, dass dies der Ursprung des Stadtnamens ist.

## Geographie
Laut dem United States Census Bureau hat die Stadt eine Gesamtfläche von 5,34 km², von denen 25,21 km² Land und 0,13 km² Wasser sind.
Außerhalb der Stadtgrenzen besteht das Land hauptsächlich aus Ackerland, das sich vom Springwater-Gebiet im Süden, Eagle Creek im Westen und dem Mount Hood National Forest im Norden und Osten erstreckt.

### Wasserkraft
Der Clackamas River, der an der Stadt vorbeifließt, mündet in den Willamette River. Am Clackamas River in der Nähe von Estacada gibt es vier Dämme, plus einen weiter oben:
1. River Mill Dam,
2. Faraday Dam (ein Umleitungsdamm),
3. Cazadero Dam (existiert nicht mehr),
4. North Fork Dam,
5. weiter stromaufwärts: Oak Grove Dam.

Portland General Electric betreibt alle fünf Dämme und die zugehörige Infrastruktur.

## Demografie
Die Bevölkerung für 2020 wird auf 3700 geschätzt. Laut der Volkszählung von 2010 betrug die Bevölkerung im Jahr 2010 2695. Es ist die 89. größte Stadt in Oregon und die 5602. größte Stadt in den Vereinigten Staaten.

### Bevölkerungsentwicklung
| Bevölkerungsentwicklung | Bevölkerungsentwicklung | Bevölkerungsentwicklung |
| Jahr                    | Einwohner               | %±                      |
| ----------------------- | ----------------------- | ----------------------- |
| 1910                    | 0405                    | —                       |
| 1920                    | 0483                    | 19,3 %                  |
| 1930                    | 0524                    | 08,5 %                  |
| 1940                    | 0526                    | 00,4 %                  |
| 1950                    | 0950                    | 80,6 %                  |
| 1960                    | 0957                    | 00,7 %                  |
| 1970                    | 1164                    | 21,6 %                  |
| 1980                    | 1419                    | 21,9 %                  |
| 1990                    | 2016                    | 42,1 %                  |
| 2000                    | 2371                    | 17,6 %                  |
| 2010                    | 2695                    | 13,7 %                  |
| 2020                    | 4356                    | 39,9 %                  |

## Wirtschaft
Nach dem Bau der Dämme war Bauholz die wichtigste Basis für die Wirtschaft von Estacada. Da die Holzindustrie zurückgegangen ist, hat sich die Wirtschaft der Stadt in den letzten Jahren verändert. Im Laufe der Jahre hat sich jedoch eine Kunstindustrie aufgebaut.

## Politik
Am 22. Juni 2020 wurde der Bürgermeister von Estacada, Sean Drinkwine, zur landesweiter Kontroversen, nachdem er einen Facebook-Post über die Proteste von George Floyd veröffentlicht hatte, in dem er nach einem friedlichen Protest von fast 50 Einwohnern außerhalb von Estacada versprach „diese Mahnwachen zu schließen“.

## Bildung
Estacada hat die River Mill Elementary School, die Clackamas River Elementary School, die Estacada Middle School und die Estacada High School.
Es gibt die Öffentliche Bibliothek Estacada.

## Medien
Die Estacada News ist eine Wochenzeitung, die der Pamplin Media Group gehört und von ihr betrieben wird.

## Transport

### Luft
Der Flughafen Talblick ist der lokale Flughafen im Ort.

### Bus
Die Route 30 von TriMet verbindet die Stadt mit dem Einkaufszentrum Clackamas Town Center.